# أندريا هريستوف
أندريا هريستوف (بالبلغارية: Андреа Христов)‏ هو لاعب كرة قدم بلغاري في مركز الدفاع، ولد في 1 مارس 1999 في صوفيا في بلغاريا. لعب مع سلافيا صوفيا.

## وصلات خارجية
- أندريا هريستوف على موقع الاتحاد الدولي (مؤرشف)  (الإنجليزية)
- أندريا هريستوف على موقع الاتحاد الأوربي (الإنجليزية)
- أندريا هريستوف على موقع قاعدة بيانات كرة القدم.إي يو (الإنجليزية)
- أندريا هريستوف على موقع ناشيونال فوتبول تيمز (الإنجليزية)
- أندريا هريستوف على موقع Soccerway.com (الإنجليزية)